# Alessandro de Souza Ferreira
Alessandro Alberto de Souza Ferreira Berisso (Lima, Perú, 23 de marzo de 1992) es un tirador peruano.
Compitió en los Juegos Olímpicos de Tokio 2020 en la modalidad de fosa olímpica en tiro. Fue uno de los tres tiradores de Perú clasificado para los Juegos Olímpicos de Tokio 2020. En agosto de 2021 se ubicaba en el puesto 20 del ranking mundial. Asimismo, en el 2017 clasificó a la Final de Copas ISSF, siendo el primer tirador peruano en la historia en participar en este evento.[cita requerida]

## Biografía
Es hijo de José de Souza Ferreira Marchese y María Giannina Berisso Solari. Estudió en el Colegio Markham y en Lindenwood University (Misuri, Estados Unidos). Se graduó en el 2014 con el título de Administración de Empresas.[cita requerida]
A los 12 años empezó a practicar tiro deportivo junto a su abuelo, Ernesto Berisso Cogorno, quien fue su descubridor y primer entrenador.[cita requerida]
Es el primer tirador peruano en clasificar a una Final de Copas ISSF al clasificar a este evento en el 2017. A dicho evento clasifican los 10 mejores deportistas de la temporada.[cita requerida]

## Palmarés
- 2021
  - 2021 5to lugar Grand Prix du Maroc
  - 2021 8vo lugar Copa del Mundo ISSF Egipto
- 2020
  - 2020 Sub Campeón Grand Prix du Maroc
  - 2020 Campeón Qatar Open 2020 - Equipos Mixtos
- 2019
  - 2019 Sub Campeón Grand Prix de Málaga - Equipos Mixtos
  - 2019 4to lugar Juegos Panamericanos
  - 2019 Campeón Iberoamericano
- 2018
  - 2018 Sub Campeón Juegos Odesur
  - 2018 Campeón Campeonato de las Américas
  - 2018 Campeón Nacional
- 2017
  - 2017 6to lugar Copa del Mundo ISSF México
  - 2017 Campeón Juegos Bolivarianos - Equipos
  - 2017 10mo lugar Final de Copas ISSF India